# Michel Wlodarczyk
Michel Wlodarczyk, född 1949 i Frankrike, är en svensk pedagog och generalsekreterare för Folkuniversitetet 2005-2014.
Michel Wlodarczyk kom till Sverige 1969 och undervisade i franska på Folkuniversitetet i Umeå och blev rektor för Folkuniversitetet Norrland 1980. Han flyttade till Stockholm 2000 och efter några år som direktör för strategisk kompetensutveckling i Skandia rekryterades han till chef för Stockholms Akademiska Forum, de akademiska lärosätenas samarbetsorganisation i Stockholm. Han var ledamot i olika styrelser och kommittéer, bl.a. regeringens delegation för breddad rekrytering 2002-2005. Han kom tillbaka till Folkuniversitetet 2005.
Michel Wlodarczyk är också sedan 2002 ordförande i Franska Handelskammaren i Sverige. Michel Wlodarczyk har medverkat i olika publikationer och böcker samt skrivit om bland annat Diderot och Upplysningstiden. 
Michel Wlodarczyk är sedan 2010 filosofie hedersdoktor vid Umeå universitet. 
Michel Wlodarczyk har erhållit ett flertal utmärkelser  bl.a. Frankrikes högsta statsorden, Hederslegionen och H M Konungens medalj i Serafimerordens band. 